# Steffen Volmer
Steffen Volmer (* 3. Februar 1955 in Dresden) ist ein deutscher Zeichner, Grafiker und Maler.

## Leben und Werk
Volmer lebt seit 1957 in Chemnitz (damals Karl-Marx-Stadt). Seine Eltern weckten sein künstlerisches Interesse. 1974 legte er sein Abitur an der Kinder- und Jugendsportschule Karl-Marx-Stadt ab. Danach arbeitete er bis 1976 als Bühnenarbeiter am Opernhaus und bei der Deutschen Werbe- und Anzeigengesellschaft (DEWAG) als grafische Hilfskraft. 1976 bis 1981 studierte Volmer an der Hochschule für Grafik und Buchkunst in Leipzig, u. a. bei Hans Mayer-Foreyt, Dietrich Burger, Heinz Wagner und Hartwig Ebersbach. Unter dem Einfluss von Karl Krug und des Druckers Horst Arloth beschäftigte er sich ab 1977 intensiv mit der Druckgrafik.
Seit 1981 arbeitet Volmer freiberuflich in Karl-Marx-Stadt (seit 1990 wieder Chemnitz). 1982 bis 1984 war er Meisterschüler bei Gerhard Kettner an der Hochschule für Bildende Künste Dresden. Seit 1982 nahm er an einer Vielzahl von Pleinairs mit Künstlerkollegen und -freunden teil. Eines seiner bevorzugten Arbeitsgebiete ist das Künstlerbuch. 1985 gründete Volmer die VOSTE-Edition, einen Eigenverlag für originalgrafische Bücher und Mappen. Er fertigte zunehmend großformatige farbige Zeichnungen, auch Plakatunikate für Theateraufführungen und Ausstellungen. Volmer verwendet für seine Arbeit Bildträger wie Papier, Stoff, Pappen, Leinwand oder Acrylglas und nutzt experimentierfreudig neben traditionellen Stiften und Pinseln zum Zeichnen Chemigrafenlack, Notentinte, Tee, Pigmente und Terpentin. Seit 1989 widmet Volmer sich verstärkt der Darstellung der menschlichen Figur. 1995 richtete er sich ein Atelier im Chemnitzer Kunstzentrum VOXXX ein, wo er Platz für große Arbeiten auf Papier und Leinwand hat. Ab 1999 entstanden erste Objekte auf und in Acrylglas. 1994 war Volmer Mitbegründer des Vereins Kunst für Chemnitz.

## Künstlerbücher (Auswahl)
- 1986: BOOTSFAHRT.
- 1988: Der Käfig.
- 1989: ARKONA.
- 1991: Kopfüberlos.
- 1993: ABC-Drucksachen. (Mit Wolfgang Henne)
- 1996: TRAGEN.
- 1998: Der Garten. Passage-Verlag, Leipzig, ISBN 978-3-932900-08-2 (Künstlerbuch nach originaler Vorlage eines Unikatbuches)
- 2000: UNRUHE.
- 2005: PASSAGE.
- 2015: ZENTRALE.[3]

## Buchillustrationen (Auswahl)
- Sergej Salygin: Festival. Erzählungen (mit Reproduktionen von 12 Federzeichnungen). Verlag Philipp Reclam jun., Leipzig 1983.
- Jörg Kowalski: Türen (mit 14 Originalgraphiken). burgart-presse Jens Henkel, Rudolstadt 1987.
- Hermann Hesse: Piktors Verwandlungen. Ein Märchen. (mit 16 Originallithographien). Leipzig 1997. Chemnitzer Hundertdruck
- Hans Magnus Enzensberger und Tanaquil: Von Riesen und Göttern (mit Original-Steindrucken). burgart-presse Jens Henkel, Rudolstadt 2001.
- Katja Lange-Müller: Böse Schafe (mit 6 Originalradierungen). Quetsche, Verlag für Buchkunst, Riesbülldeich 2007.
- Klabund: Celestina. Ein Buch Alt-Crossener Geschichten (mit 18 farbigen Bildern und zwei Original-Lithographien). Faber & Faber, Leipzig 2010.

## Einzelausstellungen (Auswahl)
- 1997: Eindhoven, Galerie Geraal Appelmarkt
- 1987: Leipzig, Galerie am Thomaskirchhof
- 2001: Chemnitz, Galerie Oben
- 2002: Köln, Galerie Röpke
- 2002: Madrid, Galerie Arnes + Röpke
- 2003: Hamburg, Galerie Borchardt („Bewegung“)[4]
- 2010: Tuttlingen, Städtische Galerie („Innenort“)
- 2011: Chemnitz, Institutsgebäude des Fraunhofer Institut für Elektronische Nanosysteme („Wagnis“)
- 2015: Chemnitz, Galerie Borssenanger („Zentrale. Arbeiten von 2010 bis 2015“)[5]
- 2020: Chemnitz, Kunstsammlungen am Theaterplatz („Passion“)[6]

## Ehrungen
- 1996: Auszeichnung der Stiftung Buchkunst („Schönste deutsche Bücher“) für das Unikatbuch „Tragen“.[3]